# Nandan
Nandan (em chinês tradicional: 南丹縣; chinês simplificado: 南丹县; pinyin: Nándān; Zhuang:Namzdan) é uma Condado da Hechi, localidade situada ao noroeste da Regiao Autónoma Zhuang de Quancim, na República Popular da China. Ocupa uma área total de 3.916 Km². As etnias presentes na cidade são Zhuang, Yao, Miao, Han,Shui, Maonan e Mulao. Segundo dados de 2010, Nandan possuí 291 400 habitantes, 33% das pessoas que pertencem ao grupo étnico Zhuang.